# 건평 (전한)
건평(建平)은 중국 전한(前漢) 애제(哀帝)의 첫 번째 연호이다. 기원전 6년에서 기원전 3년까지 4년 동안 사용하였다. 기원전 5년 6월에 개원하여 태초원장(太初元將)을 연호로 정했으나 8월에 다시 건평으로 돌아왔다.

## 연대대조표
| 건평                | 원년       | 2년        | 3년        | 4년        |
| 서력                | 기원전 6년 | 기원전 5년 | 기원전 4년 | 기원전 3년 |
| 육십간지 (六十干支) | 을묘(乙卯) | 병진(丙辰) | 정사(丁巳) | 무오(戊午) |

## 같이 보기
- 다른 왕조의 같은 연호
  - 후조(後趙) 건평(330년 ~ 333년)
  - 후연(後燕) 건평(398년)
  - 남연(南燕) 건평(400년 ~ 405년)
  - 서연(西燕) 건평(386년)

- 중국의 연호

| 이전 연호 수화(綏和) | 중국의 연호 전한(前漢) | 다음 연호 원수(元壽) |